# متوترکسات
متوترکسات (به انگلیسی: Methotrexate)
رده درمانی: داروهای درمان نئوپلاسم، آنتی متابولیت
اشکال دارویی: قرص، آمپول و ویال

## موارد مصرف
سرطان‌هایی با تومورهای از نوع تروفوبلاستیک (کوریوکارسینوم، مول هیداتیدیفرم)، لوسمی لنفوبلاستیک حاد (ALL)، لنفوم، پسوریازیس (شدید)، آرتریت روماتوئید (شدید، مقاوم)، آرتریت پسوریازیس، درمان کمکی اُستئوسارکوم، بیماری قارچی نوع میکوزفونگوئید (پیشرفته)، لنفوسارکوم، حاملگی خارج از رحم

## مکانیسم اثر

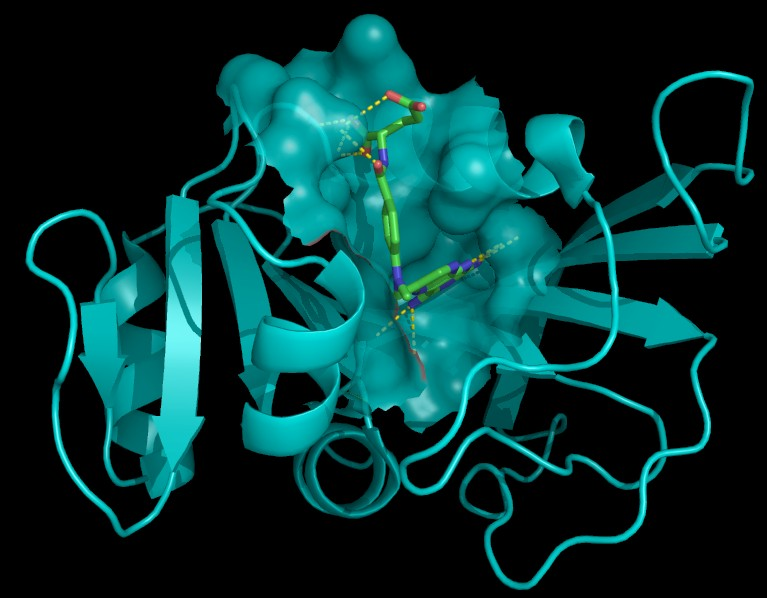
متوترکسات

متوترکسات مهارکننده رقابتی تولید فولیک اسید است که با اتصال به آنزیم دی هیدروفولات ردوکتاز (DHFR) از تبدیل دی هیدروفولات (FH۲) به تتراهیدروفولات (FH۴) جلوگیری می‌کند. فولات برای ساخت طبیعی پورین‌ها و پیریمیدین‌ها و در نتیجه ساخت DNA و RNA ضروری است. فولات برای ایفاء نقش خود به عنوان کوفاکتور باید به وسیله آنزیم DHFR به FH۴ تبدیل شود. متوترکسات به آنزیم DHFR اتصال یافته و از تبدیل FH۲ به FH۴ جلوگیری می‌کند، در نتیجه، از ساخت پورین و پیریمیدین جلوگیری می‌شود. تمایل متوتروکسات به اتصال به آنزیم DHFR هزار برابر FH۲ است. آنتی متابولیت‌ها در فاز S یا ساخت چرخه سلولی دخالت می‌کنند.

## آنتی دوت
فولینیک اسید

## عوارض جانبی
تهوع، استفراغ، نکروز توبولارکلیه، سقط جنین، سیروز، کهیر، خارش، تیرگی پوست (هیپرپیگمانتاسیون)، لکه‌های قرمز رنگ پوستی (راش اریتماتو)، لکه‌های سیاه رنگ پوستی (اکیموز)، ضایعات پسوریازیس (بدتر شدن در اثر آفتاب)، حساسیت به نور، کم خونی مگالوبلاستیک.اسهال خونی و دل پیچه شدید.